# 柊暁生
柊 暁生（ひいらぎ あきお）は、日本の漫画家、イラストレーター。
主に少年誌や小説の挿絵で活躍する。

## 作品

### コミック
- はたらく魔王さま!（原作:和ヶ原聡司、キャラクターデザイン：029）

### イラスト
- スカーレットは紺碧の海に燃える　略奪の花嫁（著：斎王ことり）
- アルカサルの恋物語シリーズ（著：ひずき優） ※3巻以降を担当。
- アルトレオの空賊姫 暁天の少女と世界の鍵（著：神尾アルミ）
- うたう鳥のよる 〜千夜一夜に巫女は舞う〜（著：古戸マチコ）
- ひぐらしのなく頃に 雛見沢鬼譚4 総扉絵（原作：竜騎士07/07th Expansion）
- 東方外來韋編 弐 幻想郷人妖名鑑 （原作：ZUN/上海アリス幻樂団）※因幡てゐ、鈴仙・優曇華院・イナバ、藤原妹紅を担当。
- テレビアニメ『ガヴリールドロップアウト』第6話エンドカードイラスト

### ゲーム
- 恋愛0キロメートル
  - 恋愛0キロメートル Portable
  - 恋愛0キロメートル V
- ひとつ飛ばし恋愛
  - ひとつ飛ばし恋愛V